# Bandslätting
Bandslätting (Pseudorasbora parva) är en art i familjen karpfiskar, bland svenska karpfiskar närmast släkt med sandkrypare. Till skillnad från den bottenbundna sandkryparen uppehåller sig bandslättingen i fria vattenlager. Arten är inhemsk i sötvatten i östra Asien  men har spritts västerut, förmodligen genom transporter av annan fisk, och finns nu i stora delar av Europa, närmast påträffad i Danmark. IUCN kategoriserar arten globalt som livskraftig.

## Bildgalleri

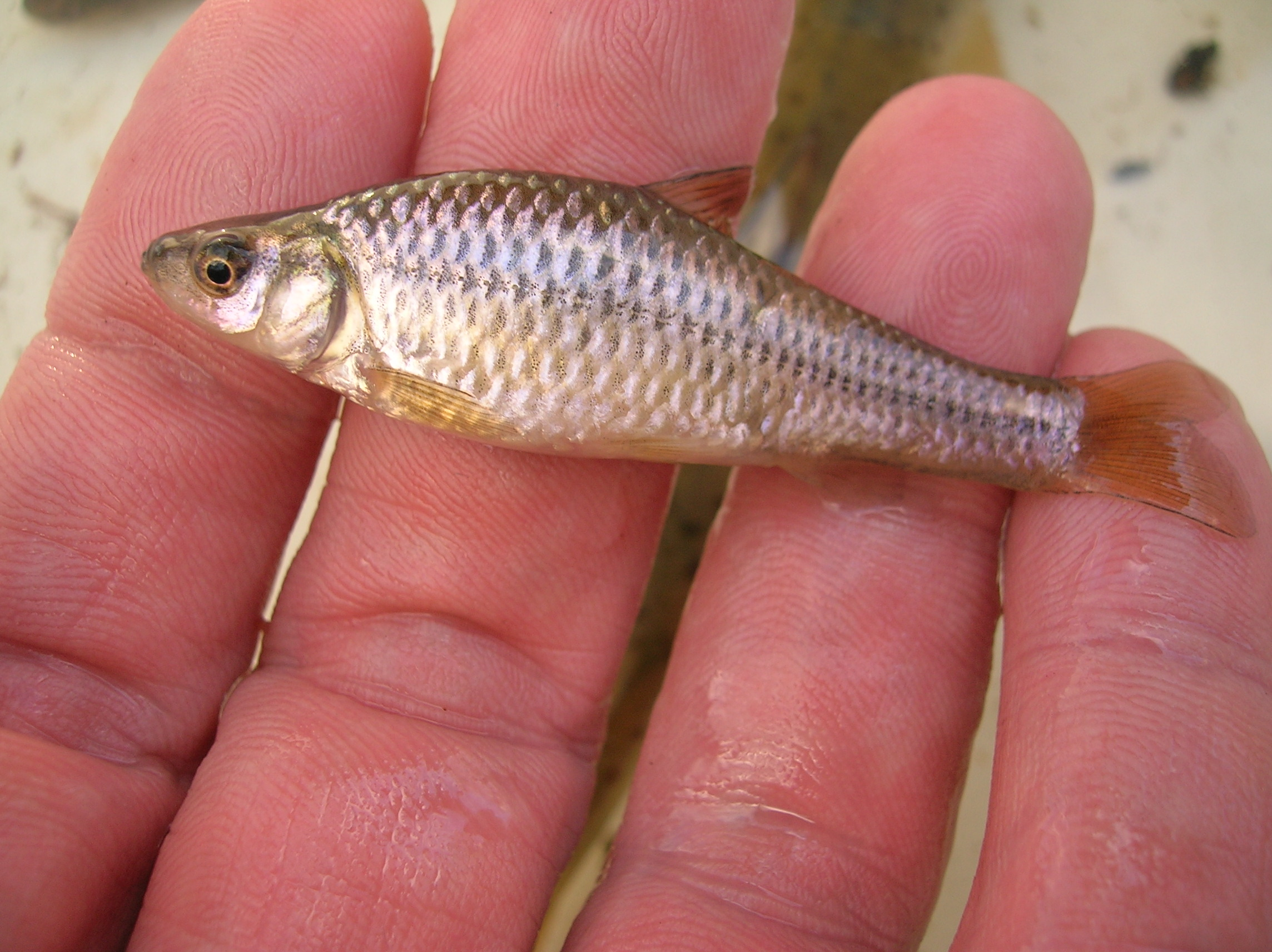
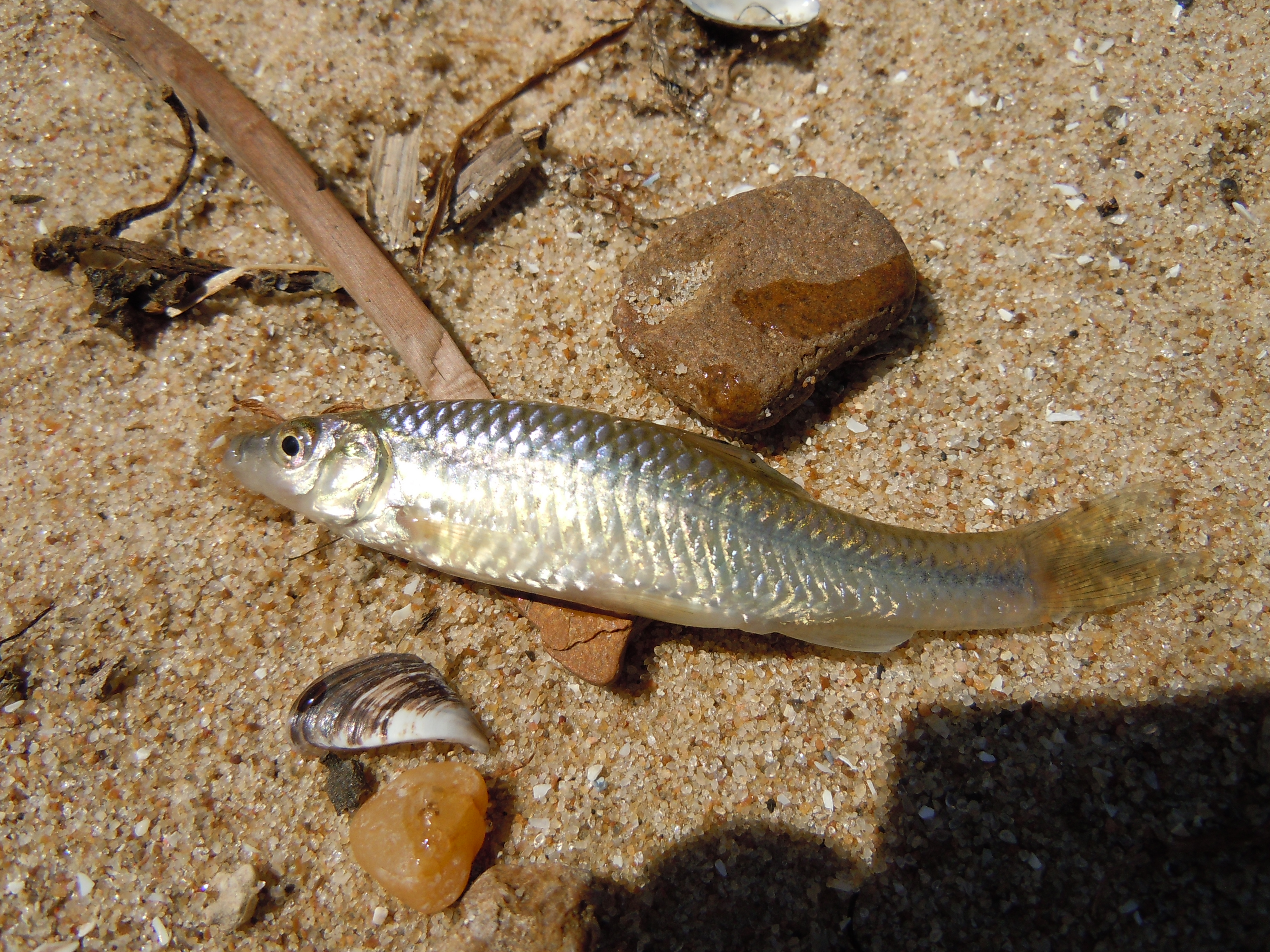
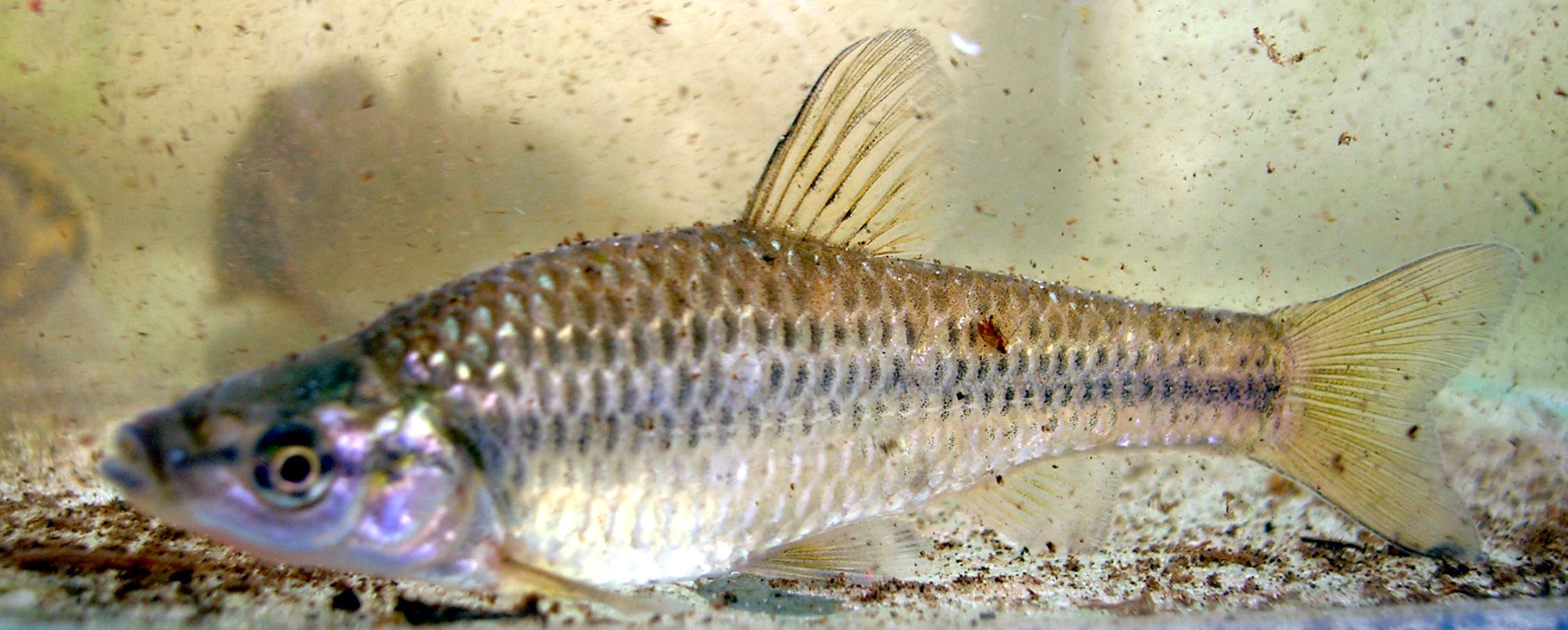
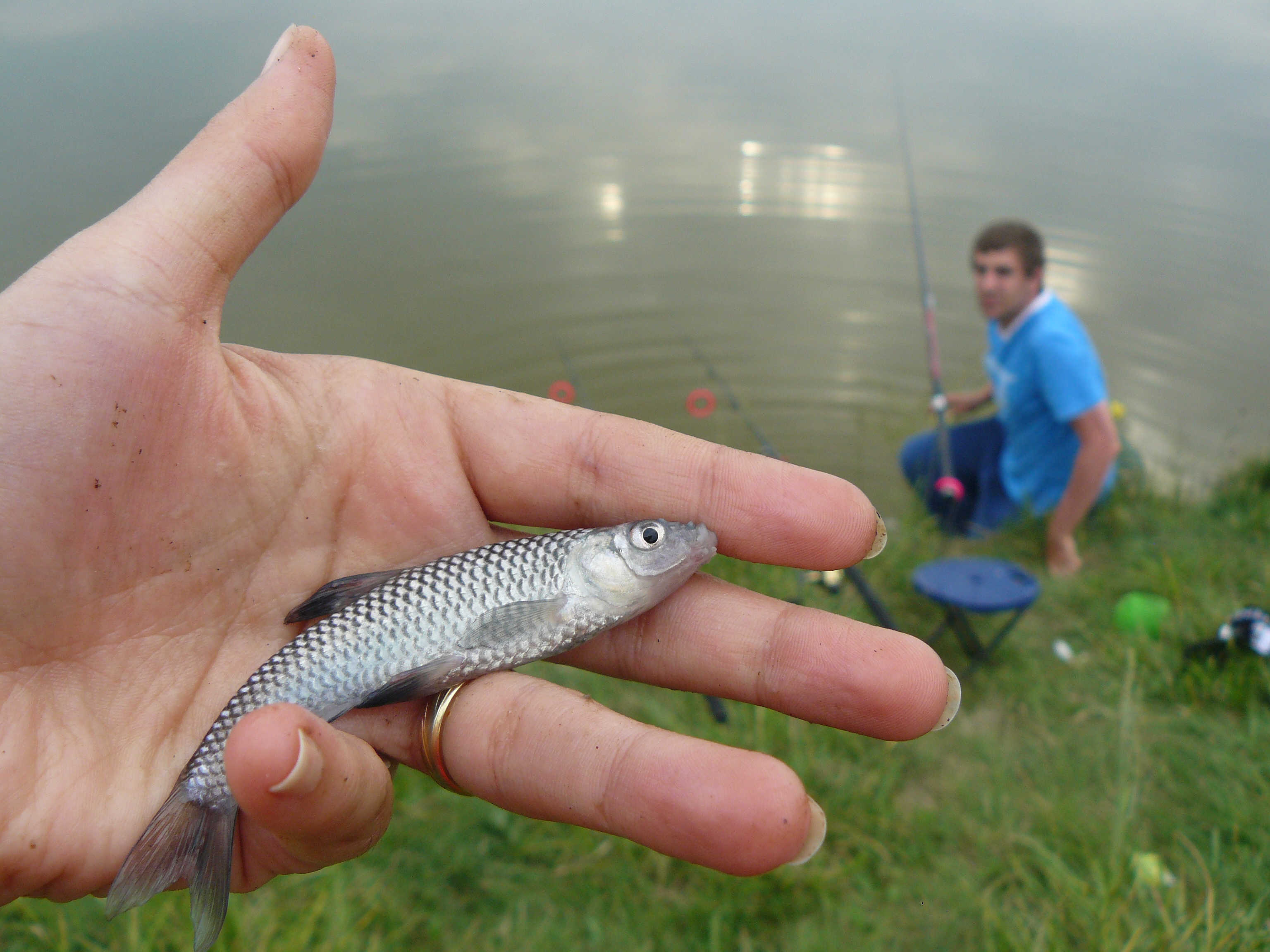
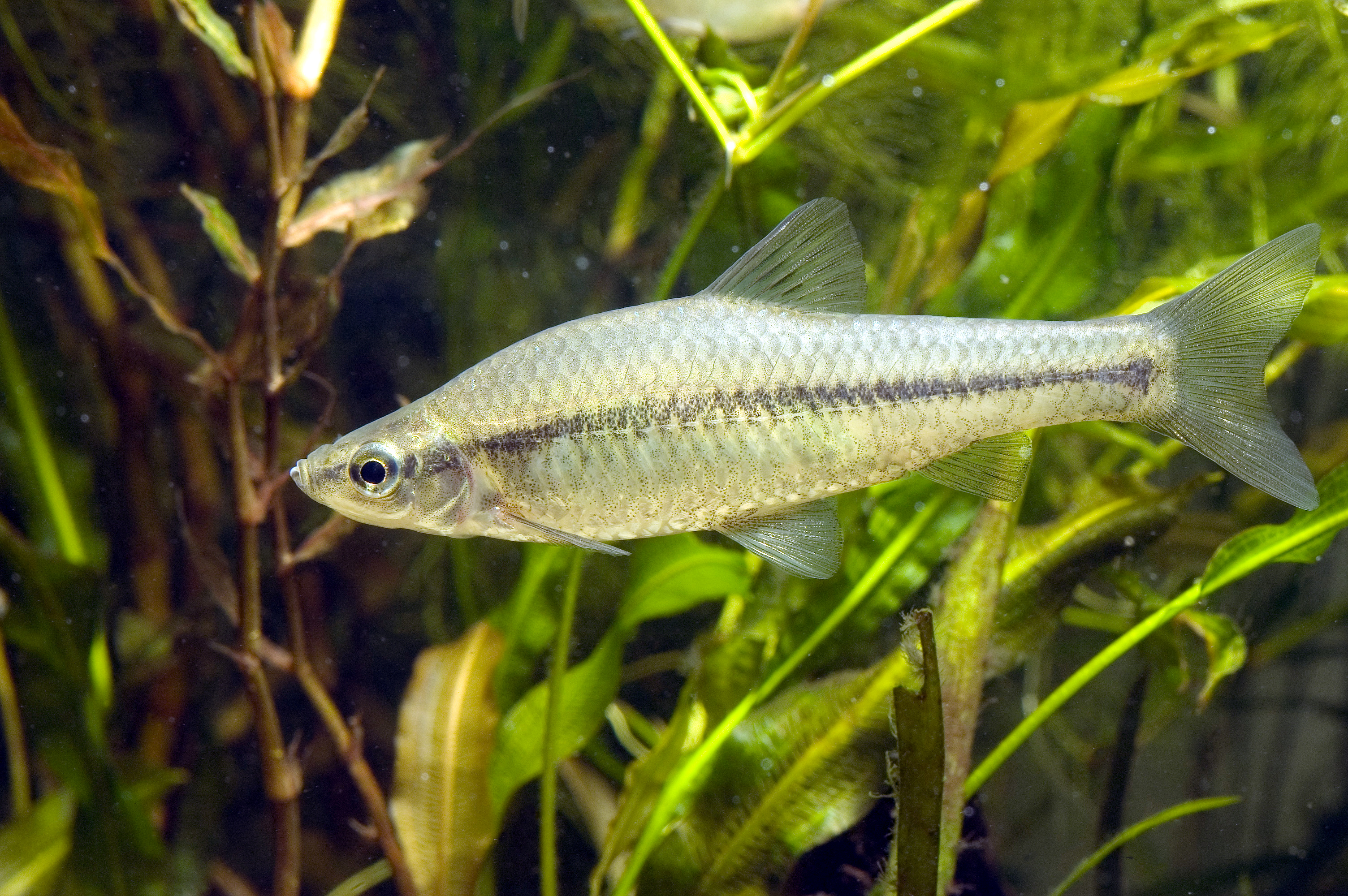
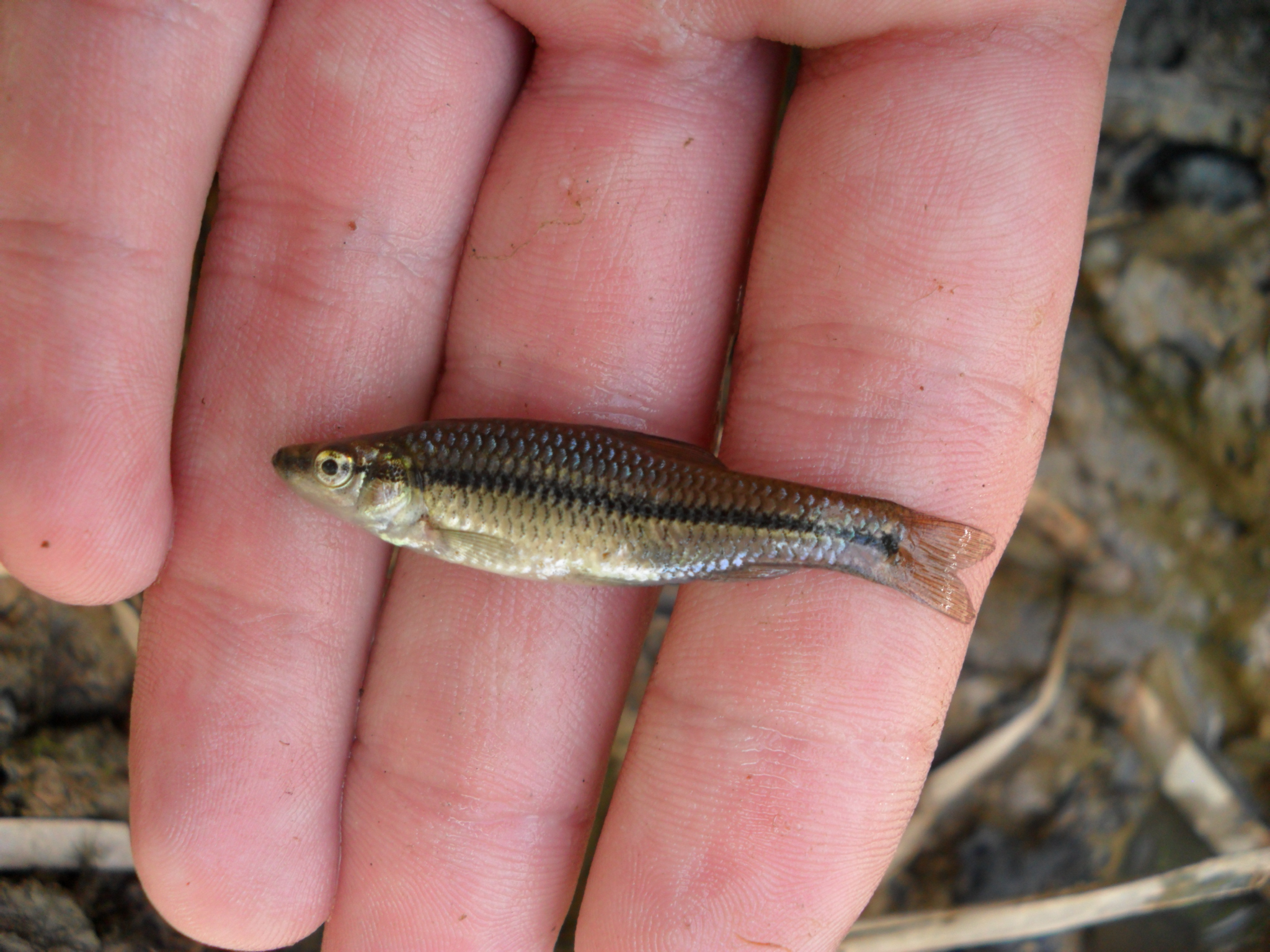